# کنسانتره پروتئین برگ

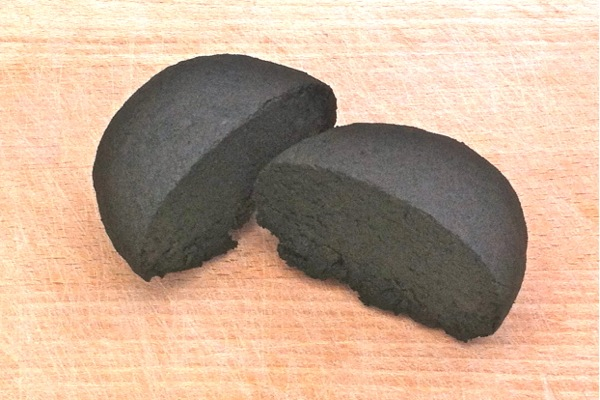
کنسانتره پروتئین برگ (Leafu) ساخته شده از گزنه دو پایه

کنسانتره پروتئین برگ (LPC) شکل غلیظ و فشرده‌ای از پروتئین‌های موجود در برگ گیاهان است. به‌عنوان منبع غذایی انسان یا جانوران مورد بررسی قرار گرفته است، زیرا به‌طور بالقوه ارزان‌ترین و فراوان‌ترین منبع پروتئین موجود است. اگرچه انسان‌ها می‌توانند مقداری پروتئین را از مصرف مستقیم سبزیجات برگی به دست آورند، اما دستگاه گوارش انسان نمی‌تواند برای تأمین پروتئین موردنیاز رژیم غذایی با حجم بزرگی از برگ‌های موردنیاز تنها با سبزیجات برگ‌دار سروکار داشته باشد.

## ترکیبات
کنسانتره پروتئین برگ کامل یک ماده سبز تیره با بافتی شبیه به پنیر است. تقریباً ۶۰ درصد آن آب است، در حالی که ماده خشک باقیمانده ۹-۱۱ درصد نیتروژن، ۲۰-۲۵ درصد لیپید، ۵-۱۰ درصد نشاسته و مقدار متغیری خاکستره است. این ترکیبی از بسیاری از پروتئین‌های منحصربه‌فرد است. طعم آن با اسفناج یا چای مقایسه شده‌است.
از آنجایی که رنگ و طعم ممکن است آن را برای انسان ناخوشایند کند، LPC را می‌توان به بخش‌های سبز و سفید تقسیم‌بندی کرد. بخش سبز دارای پروتئین‌هایی است که بیشتر از کلروپلاست‌ها منشأ می‌گیرند، درحالی‌که بخش سفید دارای پروتئین‌هایی است که بیشتر از سیتوپلاسم منشأ می‌گیرند.

## کاربردها
LPC برای نخستین بار در آغاز سده بیستم به‌عنوان غذای انسان پیشنهاد شد، اما باوجود وعده‌های اولیه، موفقیت چندانی به‌دست نیاورد. نورمن پیری، برنده مدال کاپلی از بریتانیا، LPC را مطالعه کرد و به‌کارگیری آن را برای مصرف انسان تبلیغ کرد. او و تیمش ماشین‌هایی را برای استخراج LPC توسعه دادند، از جمله «واحدهای روستایی» با تعمیر و نگهداری کم که برای جوامع روستایی فقیر درنظر گرفته شده‌است. آنان در مکان‌هایی مانند روستاهای جنوب هند نصب شدند.
اتکای فزاینده به پرورش جانوران مبتنی بر پروار برای ارضای اشتهای انسان برای گوشت، تقاضا برای منابع پروتئین گیاهی ارزان‌تر را افزایش داده‌است. این به‌تازگی منجر به علاقه دوباره به LPC برای کاهش به‌کارگیری منابع پروتئین گیاهی خوراکی انسان در خوراک‌دام شده است.
پروتئین برگ آزمایش‌های موفقیت‌آمیزی را به‌عنوان جایگزینی برای خوراک سویا برای جوجه‌ها و خوک‌ها پشت‌سر گذاشته است.
LPC یونجه می‌تواند در خوراک ماهی تیلاپیا به‌عنوان جایگزینی برای بخشی از کنجاله ماهی مصرفی گنجانده شود.

## مسائل مربوط به رژیم غذایی
پروتئین برگ منبع خوبی از اسیدهای آمینه است که کمبود متیونین یک عامل محدودکننده در آن است. ازنظر تغذیه‌ای بهتر از پروتئین‌های دانه و قابل مقایسه با پروتئین‌های جانوری است (به‌جز پروتئین‌های موجود در تخم‌مرغ و شیر).
از نظر توان هضم، LPC کامل دارای توان هضم در محدوده ۶۵-۹۰٪ است. بخش سبز دارای توان هضم بسیار کمتری است که ممکن است کمتر از ۵۰٪ باشد، درحالی‌که بخش سفید توان هضم بیش از ۹۰٪ را دارد.
چالش‌هایی که باید با استفاده از یونجه و مانیوک، دو محصول تک‌کشتی با چگالی بالا، برطرف شوند، شامل محتوای فیبر خوراکی بالا و سایر عوامل ضد تغذیه‌ای مانند فیتات، سیانید و تانن‌ها است.
لوبیا لبلب، مورینگا اولیفرا، کلم وحشی درختی و شبدر بوته‌ای نیز ممکن است استفاده شود. طعم LPC گونه‌های مختلف بسیار متفاوت است.

## روش های تولید
به‌طور کلی، LPC با خمیر کردن برگ‌ها و فشاردادن آب‌میوه، حرارت‌دادن آب برای لخته‌شدن پروتئین، و غربال کردن پروتئین و خشک‌کردن آن تولید می‌شود. برای به‌دست آوردن بخش‌های سبز و سفید به طور جداگانه، انعقاد حرارتی دو مرحله‌ای روشی معمول است: حرارت‌دادن به حدود ۶۰ درجه سانتیگراد پروتئین سبز را لخته می‌کند، سپس حرارت‌دادن به ۸۰ درجه سانتیگراد پروتئین سفید را لخته می‌کند. روش های جایگزینی که پیشنهاد شده‌اند عبارتند از لخته‌سازی با به‌کارگیری پلی‌الکترولیت‌ها، فراپالایش و اولتراسانتریفیوژ.